# Martin-Andersen-Nexö-Kunstpreis
Der Martin-Andersen-Nexö-Kunstpreis der Stadt Dresden war ein Kunstpreis in der DDR. Benannt war der Preis nach dem dänischen Schriftsteller Martin Andersen Nexø, der seine letzten Lebensjahre in Dresden verbrachte. Der Preis wurde von 1959 bis 1990 jährlich am 26. Juni, dem Geburtstag Andersen Nexøs, durch den Rat der Stadt Dresden verliehen. Sein Nachfolger ist seit 1993 der Kunstpreis der Landeshauptstadt Dresden; sein Vorläufer war der Kunstpreis der Stadt Dresden.
Der Preis wurde „für hervorragende Leistungen auf dem Gebiete der bildenden Kunst, der Literatur und der Musik“ verliehen.

## Preisträger (unvollständig)
- 1959: Auguste Lazar, Eva Schulze-Knabe, Erich Fraaß, Walter Baensch
- 1960: Otto Winkler
- 1961: Karl Zuchardt, Karl-Rudi Griesbach, Wilhelm Rudolph
- 1962: Otto Reinhold, Margret Häusler, Rudolf Nehmer, Fritz Tröger, Ruth Seydewitz
- 1963: Jutta Damme, Heinz Klemm, Arnd Wittig
- 1964: Annemarie Reinhard, Rudolf Mauersberger
- 1965: Alfred Hesse, Waldo Köhler, Hasso Mager
- 1966: Herbert Friedrich, Manfred Arlt, Herbert Terpitz, Erich Gerlach, Erich Mitzscherlich; außerhalb des Turnus: Otto Dix
- 1967: Max Zimmering, Hans Mroczinski
- 1968: Manfred Streubel, Erich Hering, Hans-Hendrik Wehding, Hans Steger
- 1969: Marianne Bruns, Gottfried Herold, Rudolf Bergander, Werner Haselhuhn, Bernhard Kretzschmar, Theo Adam, Antonia Dietrich, Karl Laux, Walter Weidauer, Zentrales Ensemble der jungen Talente Dresden
- 1970: Gesangs- und Tanzensemble der Garnison Dresden der sowjetischen Streitkräfte, Peter Schreier, Kollektiv der Musikschule „Paul Büttner“, Eva Schumann, Gerd Jaeger, Leopold Wiel, Heinz Bongartz
- 1971: Kurt Liebmann, Siegfried Köhler
- 1972: Lea Grundig, Gret Palucca, Kurt Masur, Hans Dieter Mäde, Wolfgang Berger, Erich Höhne
- 1973: Paul Michaelis, Udo Zimmermann, Joochen Laabs, Dorothea Anger
- 1974: Walter Arnold, Max Piroch, Rainer Kunad, Gerhard Stengel, Heide Wendland; außerhalb des Turnus: Grigori Jastrebenezki
- 1975: Gerhard Bondzin, Max Seydewitz
- 1976: Manfred Bachmann, Horst Kleineidam, Günter Tiedeken, Gesangsquartett „Die vier Brummers“
- 1977: Traute Richter, Fritz Eisel, Manfred Schubert, Manfred Weiss, Rolf Floß, Günter Hörig
- 1978: Gerhard Kettner, Hans Kies, Hermann Werner Kubsch
- 1979: Hermann Glöckner, Lotte Meyer, Wolfgang Hänsch
- 1980: Wilfried Krätzschmar
- 1981: Karl Bergmann, Gerd Caden, Hermann Stövesand
- 1982: Herbert Collum, Werner Matschke, Hans Nadler, Tine Schulze-Gerlach, Ekkehard Walter
- 1983: Fritz Löffler, Alexander Alfs, Lüder Baier, Werner Knodel, Maria Schwauß, Horst Seeger, FDJ-Studentensinfonieorchester der TU Dresden
- 1984: Helmut Heinze
- 1985: Martin Hänisch
- 1986: Rainer Lischka, Dresdner Tanzsinfoniker
- 1987: Rudolf Neuhaus, Vinzenz Wanitschke, Klaus Dieter Kirst, Jochen Paentzer, Gisela Grube, Tanzensemble der TU Dresden, Rolf Häser
- 1988: Joachim Heuer, Günter Kretzschmar, Wolfgang Strauß, Angelo Walther, Rudolf Scholz
- 1989: Eleonore Elstermann, Ludwig Güttler, Philharmonischer Chor Dresden (Leiter: Matthias Geissler), Peter Herden, Ursula Rzodeczko, Horst Zimmermann, Herbert Wotte †, Theater der Jungen Generation Dresden
- 1990: Gerhard Wolfram, Hans John, Dietrich Nitzsche, Gestalterkollektiv des Internationalen Dixielandfestivals, Amateurfilmstudio „Stativ“ der TU Dresden